# Aeroporto militare

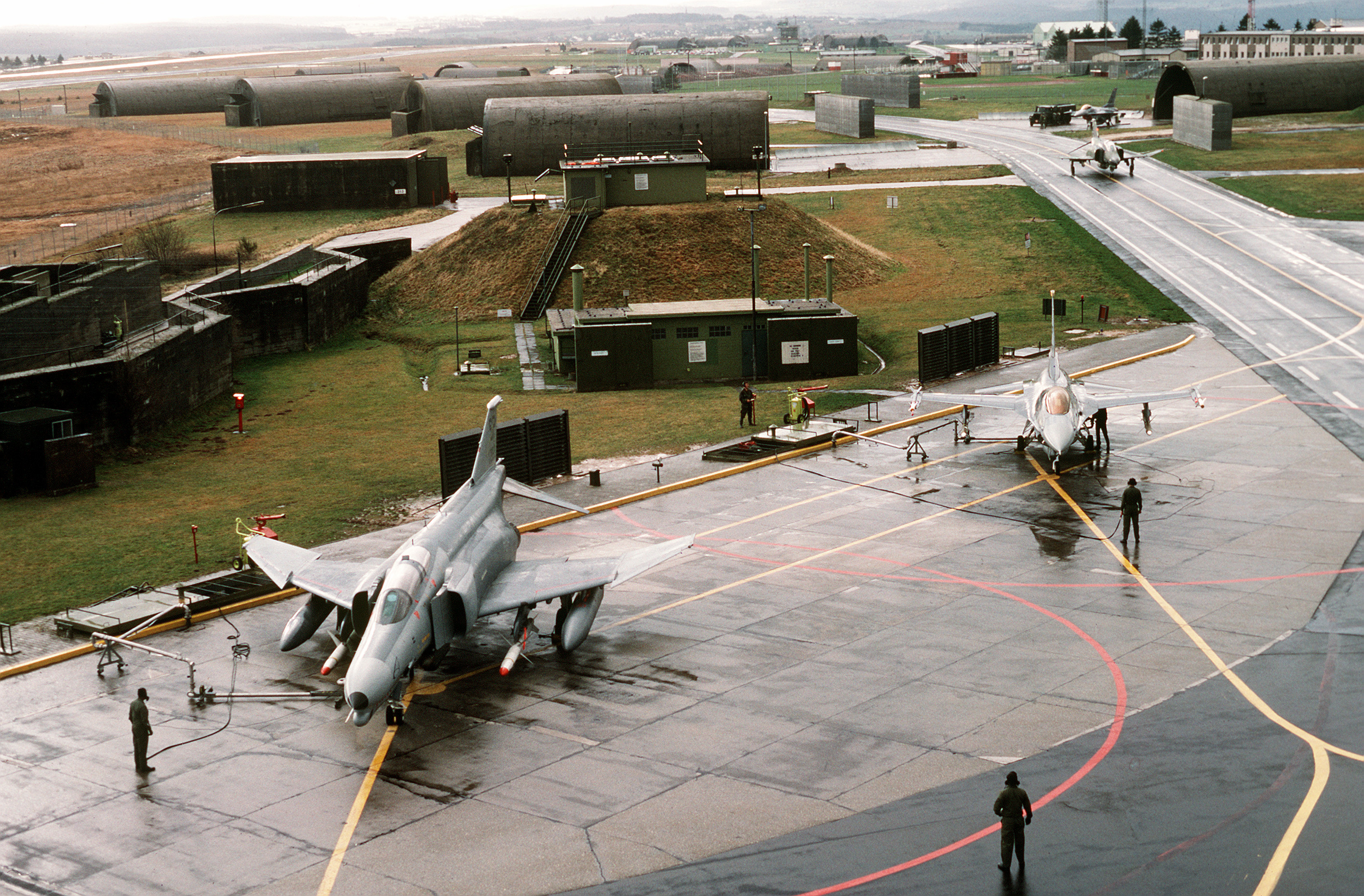
La base aerea USA a Spangdahlem in Germania

L'aeroporto militare (o anche base aerea) è un aeroporto utilizzato come  base militare da una forza armata (di solito un'aviazione militare), per il funzionamento e la custodia di aeromobili militari (aerei e/o elicotteri).
Una base aerea ha tipicamente alcune strutture simili a un aeroporto civile, come ad esempio il controllo del traffico aereo e il servizio antincendio. Di solito è dotata anche di una sorveglianza armata. Alcuni aeroporti militari dispongono anche di un'enclave civile per i voli passeggeri commerciali (come Pisa o Trapani).
 Caccia

## Storia
I primi aeroporti nella storia dell'aviazione sono stati quelli militari. I primi campi di aviazione militare apparvero in Francia nel 1909. Quello stesso anno nacque il primo campo di volo italiano, del Servizio Aeronautico del Regio esercito, a Centocelle, nei pressi di Roma.
Si moltiplicarono con lo scoppio della prima guerra mondiale.